# Caséum

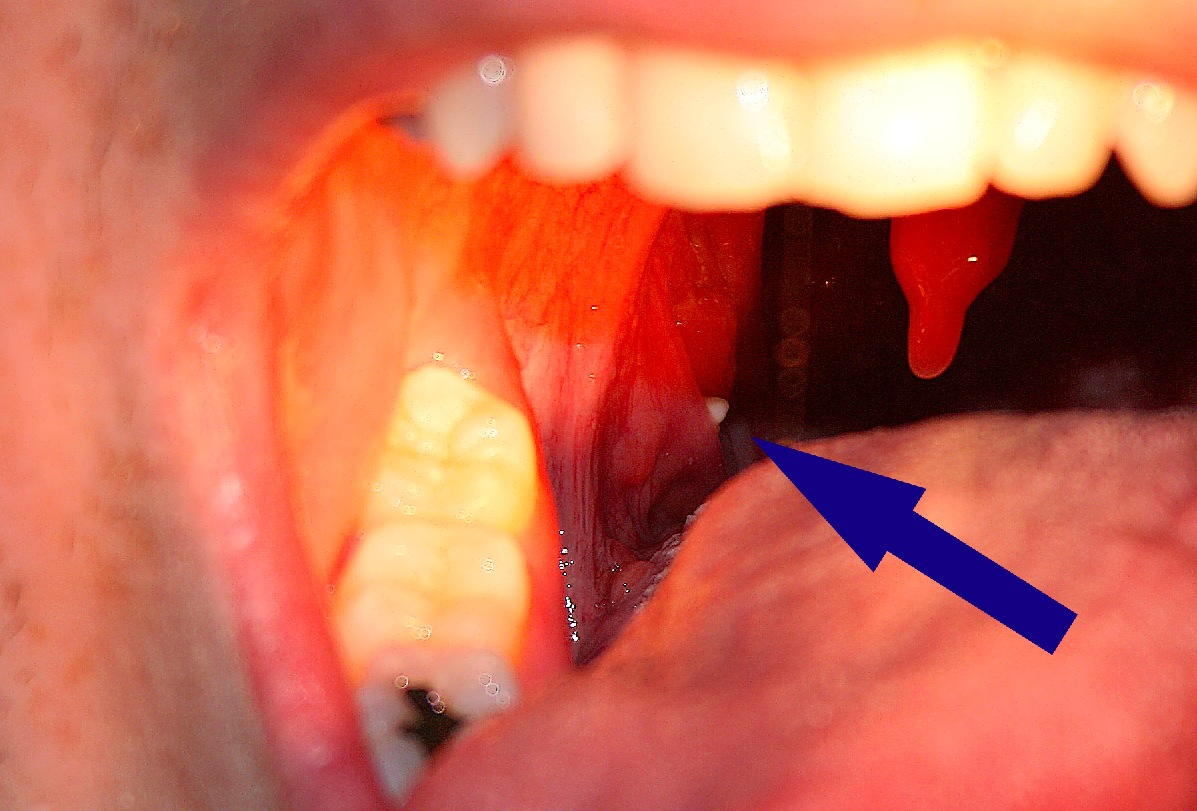
Caséum dans les amygdales.

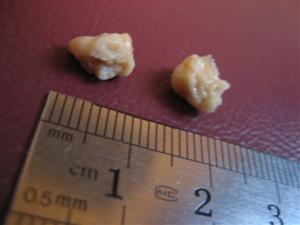
Grains de caséum de grande taille.

Le caséum est un terme de description microscopique médicale, issu du mot latin signifiant « fromage ». Il consiste en une consistance anormale des tissus, pâteuse, de coloration blanchâtre ou jaune, parfois grisâtre, semblable à du fromage.
Le terme se retrouve dans certaines nécroses (nécrose caséeuse), principalement associées à la tuberculose,.

## Amygdales
Le terme se retrouve aussi dans une formation « normale » (non pathologique) associée aux amygdales. Seule cette version prend le nom de « tonsillolithe » (des mots « tonsille », synonyme d'amygdale, et « lithe », qui veut dire pierre).[source insuffisante]
Pouvant être en cause dans la mauvaise haleine, le caséum a l’apparence de minuscules grains, susceptibles de se calcifier, de s’enkyster (voir kyste) ou de se ramollir après imprégnation hydrique.

## Tuberculose
Lors de la primo-infection tuberculeuse, le caséum, formé par la nécrose caséeuse, présente une apparence solide. Puis le caséum se ramollit progressivement et est éliminé dans un conduit naturel (bronche, calice urinaire, trompe de Fallope), ou fistulise à la peau (écrouelles du Moyen Âge). Il apparaît alors à sa place une cavité appelée caverne tuberculeuse, où les mycobactéries vont pouvoir se multiplier, permettant ainsi la progression de l’infection dans l’organisme. L’exemple le plus connu est celui de la tuberculose pulmonaire.